# Dasynemoides conicus
Dasynemoides conicus är en rundmaskart. Dasynemoides conicus ingår i släktet Dasynemoides, och familjen Ceramonematidae. Arten är reproducerande i Sverige.